# Pseudaptenodytes macraei
Pseudaptenodytes macraei è una specie di pinguino estinta, documentata a livello fossile, appartenente al genere Pseudaptenodytes.

## Descrizione
Specie fossile della famiglia degli Sfeniscidi, il cui unico frammento rinvenuto - ossia una parte dell'omero sinistro - è stato trovato a Spring Creek, vicino a Minhamite (Victoria, Australia). Tale specie risulta essere vissuta nel Miocene, tra 7,25 e 5,33 milioni di anni fa, e da quanto si è potuto stabilire era caratterizzata da una dieta carnivora.